# Beyond Skin
Beyond Skin – to wydany w 1999 roku, czwarty studyjny album hindusko-brytyjskiego muzyka, producenta i kompozytora Nitina Sawhneya. Tematyką przewodnią tej płyty jest konflikt pakistańsko-indyjski i problem broni atomowej, którą to obydwa państwa posiadają. 

## Lista utworów
1. "Broken Skin" (Sanchita Farruque, Nitin Sawhney) — 4:05
2. "Letting Go" (C. S. Gray, Sawhney) — 4:49
3. "Homelands" (Nina Miranda, Sawhney) — 6:00
4. "The Pilgrim" (Sawhney, Hussain Yoosuf) — 4:29
5. "Tides" (Sawhney) — 5:06
6. "Nadia" (Sawhney) — 5:05
7. "Immigrant" (Sawhney) — 6:21
8. "Serpents" (Sawhney) — 6:17
9. "Anthem Without Nation" (Sawhney) — 5:48
10. "Nostalgia" (Sawhney) — 3:41
11. "The Conference" (Sawhney) — 2:53
12. "Beyond Skin" (Sawhney) — 3:48